# Il vestito rosa del mio amico Piero
Il vestito rosa del mio amico Piero è il terzo album di Gian Pieretti, pubblicato nel 1973.

## Il disco
Il disco è un concept album che affronta il tema dell'omosessualità.

I testi sono scritti da Gian Pieretti, che così ha raccontato la nascita del disco: 
R: Il mio primo brano su questa tematica, inciso con il nome di Perry, risaliva al 1964 e si intitolava "Uno strano ragazzo". Nel '72, poi, ho rincontrato un mio vecchio amico, che aveva fatto le elementari con me, e parlando con lui, scoprendo le sue difficoltà mi venne l'ispirazione.»
(Intervista a Gian Pieretti realizzata da Valentina Locchi)
Le musiche sono tutte firmate da Ricky Gianco e Tino Nicorelli; il primo brano, Meccanica di un'emozione nuova, è strumentale.
Tutte le canzoni sono edite dalle edizioni musicali Pegaso.
Musicalmente mescola lo stile tipico della canzone d'autore con ambiziosi arrangiamenti orchestrali e inserti strumentali accostabili al progressive rock.
L'album è stato ristampato in CD ma solo in Giappone.

## Tracce
Lato A
1. Meccanica di un'emozione nuova – 3:06 (musica: Ricky Gianco e Tino Nicorelli)
2. La famiglia – 3:17 (testo: Dante Pieretti – musica: Ricky Gianco e Tino Nicorelli)
3. L'amore – 2:58 (testo: Dante Pieretti – musica: Ricky Gianco e Tino Nicorelli)
4. Gli amici – 4:24 (testo: Dante Pieretti – musica: Ricky Gianco e Tino Nicorelli)
5. Il lavoro – 2:52 (testo: Dante Pieretti – musica: Ricky Gianco e Tino Nicorelli)

Durata totale: 16:37
Lato B
1. Come il volo di un'allodola – 2:52 (testo: Dante Pieretti – musica: Ricky Gianco e Tino Nicorelli)
2. A est del sole, a ovest della luna – 4:31 (testo: Dante Pieretti – musica: Ricky Gianco e Tino Nicorelli)
3. Il vestito rosa del mio amico Piero – 3:52 (testo: Dante Pieretti – musica: Ricky Gianco e Tino Nicorelli)
4. Troppo grande la fatica – 3:52 (testo: Dante Pieretti – musica: Ricky Gianco e Tino Nicorelli)
5. Fine – 3:20 (testo: Dante Pieretti – musica: Ricky Gianco e Tino Nicorelli)

Durata totale: 18:27